# Cement City (Míchigan)
Cement City es una villa ubicada en el condado de Lenawee y condado de Jackson en el estado estadounidense de Míchigan. En el Censo de 2010 tenía una población de 438 habitantes y una densidad poblacional de 179,91 personas por km².

## Geografía
Cement City se encuentra ubicada en las coordenadas 42°4′6″N 84°19′38″O / 42.06833, -84.32722. Según la Oficina del Censo de los Estados Unidos, Cement City tiene una superficie total de 2.43 km², de la cual 2.34 km² corresponden a tierra firme y (3.72%) 0.09 km² es agua.

## Demografía
Según el censo de 2010, había 438 personas residiendo en Cement City. La densidad de población era de 179,91 hab./km². De los 438 habitantes, Cement City estaba compuesto por el 95.66% blancos, el 0% eran afroamericanos, el 0% eran amerindios, el 0.68% eran asiáticos, el 0% eran isleños del Pacífico, el 1.14% eran de otras razas y el 2.51% pertenecían a dos o más razas. Del total de la población el 2.51% eran hispanos o latinos de cualquier raza.